# 魏野畴
魏野畴（1898年—1928年4月9日），原名魏风标，字明轩，笔名“金士铎”；陕西兴平人；曾在北京高等师范学校学习。1923年初，经李大钊、刘天章介绍加入中国共产党，是中共早期宣传活动家，中共陕西组织的创始人之一。

## 生平
魏野畴幼年丧父，7岁入私塾，1913年，考入西安三秦公学，1917年，考入北京高等师范学校历史地理部。在校期间，魏野畴受李大钊等的影响，接受新文化、新思想，并参加进步师生创办的讲演团和平民学校等工作，还参加了五四运动和李大钊领导的革命活动，并加入了中国社会主义青年团。1920年，他和杨钟健、李子洲、刘天章等人发起组织陕西旅京学生联合会，创办《秦钟》月刊，以“唤起陕人之自觉心”。1921年，撰写了长达15万字的《中国近世史》，以马克思主义的立场、观点和方法解释中国近代的历史。
1921年夏，自北师高毕业后，魏野畴回到陕西，先后在华县咸林中学和陕北榆林中学任教，传播马克思主义，影响和培养了一大批青年志士走上革命道路，如刘志丹、曹力如、潘自力、阎揆要等。1922年秋，他再次赴京，参与发起陕西籍旅京学生的进步团体－共进社，创办《共进》半月刊。1923年初，经李大钊、刘天章介绍加入中国共产党。
此后，魏野畴不断往返于北京和陕西之间，一方面，亲身参与北京的革命活动，另一方面，在陕西传播培养进步青年。1924年至1926年，魏在陕西省立三中和省立一中任教，建立了陕西最早的社会主义青年团支部。1925年，参与领导西安学生开展了驱逐军阀吴新田的斗争；创办了《西安评论》。
1926年1月，魏赴广州，出席了中国国民党第二次全国代表大会。当年4月，军阀刘镇华部围困西安，第三次西安战斗爆发。魏野畴发动群众支持驻陕国军将领杨虎城、李虎臣等部守卫西安；并亲自在渭南、华县等地建立农民协会和农民武装，配合国军抗击刘镇华。西安解围后，出任国民军联军驻陕总司令部政治部副主任，国民党陕西省党部执行委员会委员、兼宣传部部长；同时，还担任中共陕甘区执委会委员，负责宣传工作。
国共合作失败后，1927年7月，中共陕甘区执委会改组为中共陕西省委，魏野畴出任省委军委书记。他迅速部署中共控制的武装部队撤离西安，向渭北农村转移。后受杨虎城的邀请，魏野畴继续留在军中，任国民革命军第十军政治部主任、及第十军中共军委书记，后随军转移至安徽太和。在当地，魏野畴和南汉宸等人成立中共皖北第二届特委，开展兵运工作。蒋介石获知后，点名要杨虎城“清党”、逮捕魏、南等国军中的共产党员。
离开第十军后，1928年2月9日，魏野畴根据中共八七会议确定的实行土地革命和武装反抗国民党的总方针，成立中共皖北特委，通过了举行武装起义、建立豫皖平原根据地的决议，并担任临时特委书记，组织皖北暴动。4月8日，国民军第十军中共代理军委书记宋建勋等人叛变，暴动失败，魏野畴被捕；次日被国军处决，时年30岁。